# Сергій Чегодаєв
Сергій Анатолійович Чегодаєв (псевдонім Чиж; нар. 17 листопада 1975, Київ, УРСР) — український музикант, бас-гітарист, композитор і продюсер звукозапису. Учасник гуртів Мандри (бас-гітара\бек-вокал), The Вйо, Samosaboyzz.
Займається педагогічною діяльністю та велоспортом.
Одружений, має  двох синів - Марка та Івана.

## Життєпис
В 1989 році почав грати на бас-гітарі, створив гурт «Nepenthes».
У шкільні роки грав у фольклорному та естрадному ансамблях на бас-інструментах.  
Після закінчення школи, в 1992 р. розпочав навчання у Вечірній Муз. Школі ім. К. Г. Стеценка.

З 1993 по 1997 рр. навчався в Київському Державному Музичному Училищі ім. Р.М. Глієра. За цей час співпрацював з гуртами «Лунай» та «Вінніпуз Моб».

В 1996 році створив гурт «Samosaboyzz».

З 1997 року почав грати в гурті «Мандри».

В 1999 р. став працювати викладачем класу бас-гітари музичної школи ім. К. Г. Стеценка.

В 2000 р. брав участь у відновленні гурту «Вхід у Змінному Взутті».

В 2001 р. працював з Ансамблем Солістів «Київська Камерата».

З 2004 р. співпрацював з Мирославом Кувалдіним, а пізніше брав участь у відновленні гурту «The Вйо» .

В 2009 став ендорсером відомої німецької фірми Warwick — всесвітньо відомого виробника бас-гітар.

## Платівки
Як бас-гітарист брав участь у запису альбомів:

1995 р. CD Ані Лорак «Хочу літати»

1998 р. CD Мандри сингл «Гоголя»

2000 р. CD Мандри «Романсеро про ніжну Королеву»

2000 р. CD Мандри сингл «Русалки»

2002 р. CD Мандри «Легенда про Іванка та Одарку»

2002 р. CD Вхід у Змінному Взутті «Demo 2002» (невидано)

2004 р. CD MJ Кувалдін «Зеркало Мира»

2005 р. CD Mad Heads XL «Надія є»

2006 р. CD Мандри «Дорога»

2006 р. CD Потап «На своей Волне»

2007 р. CD Мандри «у Країні Мрій»

2007 р. CD Samosaboyzz «Samosavershenstvo»

2011 р. CD Мандри «Світ»

2012 р. CD The Вйо "Є!"

2014 р. CD The Вйо "Мапа"
2017 CD The Вйо “Зелений”
2017 CD Фома та Мандри "Час Летить"